# Suore domenicane figlie del Santo Rosario
Le suore domenicane figlie del Santo Rosario, dette di Pompei, sono un istituto religioso femminile di diritto pontificio.

## Storia
Le origini della congregazione risalgono al 1896, quando il cardinale Raffaele Monaco La Valletta, su richiesta di Bartolo Longo, inviò tre religiose domenicane di Marino a Pompei per dirigere le opere femminili sorte presso il santuario.
La comunità fu eretta in istituto religioso dal cardinale Camillo Mazzella il 25 agosto 1897; le Figlie del Santo Rosario ricevettero il pontificio decreto di lode il 2 luglio 1951.

## Attività e diffusione
Le suore si dedicano all'istruzione e all'educazione cristiana della gioventù, alla confezione di arredi sacri, all'attività pastorale per i pellegrini.
Oltre che in Italia, sono presenti in Camerun, nelle Filippine, in India e in Indonesia; la sede generalizia è a Pompei.
Alla fine del 2008 la congregazione contava 292 religiose in 25 case.